# اپسیلون دلفین
اپسیلون دلفین یک ستاره است که در صورت فلکی دلفین قرار دارد.